# 张学铭
张学铭（1908年—1983年4月9日），字西卿，张作霖之子、张学良之弟。奉天（今辽宁）海城人，政治人物，曾任天津市市長。

## 生平
张学铭是张作霖次子，张学良的同母胞弟，同为张作霖元配赵氏所生。1928年入日本陆军步兵学校学习，1929年返国，就职于东北军。1930年10月中原大战，随张学良入关支持蔣中正，后经国民党元老吴铁城举荐，出任天津市警察局局长。1931年4月任天津市市长兼警察局局长。1931年11月9日和11月26日两次粉碎由日本操纵的天津便衣队骚乱。后在日本驻华公使的所谓“抗议”下，南京政府妥协退让，迫使张学铭辞职出国考察。 
考察途中遇到天津名媛，朱启钤的六女，赵一荻的中学同学朱洛筠。二人结合，轰动一时。回国后跟元配姚夫人（东北医院院长之女，张作霖包办）离婚。
中國抗日戰爭初期住在欧洲和香港，太平洋战争爆发后，香港沦陷，被迫返回大陆，住南京，1943年曾被迫接受汪精卫政权军事委员会委员。抗战胜利后未被追究，出任国民政府东北长官部参议室中将主任。
1949年前夕，留在天津。受到周恩来的关照，曾任天津市人民公园主任、市政工程局副局长、民革天津市委员会副主任、民革中央委员等职。
1983年4月9日病逝于北京，享年75岁。

## 故居
张学铭在天津故居位于原天津英租界香港道（今睦南道50号）。

## 家庭
张有一女（元配姚夫人生）张闾娥；有二子（朱洛筠生）：长子张元冲在香港经商，次子张鹏举在天津市政工程局工作，孫兒李大壯是全國政協香港委員。